# エヌケーエル
株式会社エヌケーエル（NKL）は、映像制作における特殊機材のレンタル・オペレーションを業とする会社。
あらゆる映像制作に必要な撮影機材、クレーン、ドリー、リモートヘッド、イントレ、降雨関係、送風機、スモークマシンなどのオペレーション、リースを行っている。

## 沿革
- 1980年 - 日活撮影所の特殊機材技師だった軽部進が、独立して「有限会社エヌ・ケイ特機」を設立。代表に就任する。
- 1988年 - 軽部進の息子・進一が米国ワシントン州シアトルに米国法人「K&L Motion Picture Equipment Purchasing,Inc」を設立。
- 1990年 - 「K&L Motion Picture.inc」に名称変更。
- 1991年 - 軽部進一が、日本法人「有限会社ケーアンドエルモーションピクチャー」を設立。
- 1994年 - 資本増資により「株式会社ケー・アンド・エル」に組織変更。
- 1995年	- 米国ロサンゼルスに現地法人「K&L Motion Picture Hollywood,Inc」を設立。
- 1996年 - 港区青山に「K&L Aoyama」を設置。
- 2002年 - 「K&L Motion Picture Hollywood,Inc」を東京本社に統合。「K&L Aoyama」を狛江本社に統合。
- 2008年 - 有限会社エヌ・ケイ特機の代表取締役に軽部進一が就任。
- 2009年 - 資本金を3,000万円に増資することにより、株式会社エヌ・ケイ特機に組織変更。同時期に、株式会社ケー・アンド・エルも資本金を3,000万円に増資。
- 2010年 - 株式会社ケー・アンド・エルが有限会社藤田商店（資本金800万円）を吸収合併。
- 2010年 - 府中市若松町へ移転。
- 2011年 - 株式会社ケー・アンド・エルを合併し、社名を株式会社NKLに変更。資本金を4,000万円とする。
- 2014年 - 株式会社nktエンターテイメントを吸収合併。
- 2017年 - 北海道支社を設立。
- 2021年 - 北海道支社を東京本社に統合。

## 主な実績

### 映画
- ALWAYS 三丁目の夕日'64（日テレ×MOVIE 小学館創業90周年記念作品　2012年 山崎貴監督）
- テルマエ・ロマエ（フジテレビムービー 2012年）
- テルマエ・ロマエII（フジテレビムービー フジテレビ開局55周年記念作品 2014年）
- 寄生獣（日テレ×MOVIE 2014年 山崎貴監督）
- 寄生獣 完結編（日テレ×MOVIE 2015年）
- イニシエーション・ラブ（日テレ×MOVIE 2015年 堤幸彦監督）
- 四月は君の嘘（フジテレビムービー 2016年 新城毅彦監督）
- DESTINY 鎌倉ものがたり（日テレ×MOVIE 日本テレビ開局65周年記念作品 2017年 山崎貴監督）
- 累（フジテレビムービー フジテレビ開局60周年記念作品 2018年 佐藤祐市監督）
- コーヒーが冷めないうちに（TBS PICTURES 2018年）
- マスカレード・ホテル（フジテレビムービー フジテレビ開局60周年記念作品 2019年）
- 十二人の死にたい子どもたち（日テレ×MOVIE 2019年）
- アルキメデスの大戦（日テレ×MOVIE 講談社創業110周年記念作品 2019年）
- 青くて痛くて脆い(日テレ×MOVIE 2020年 狩山俊輔監督)
- 約束のネバーランド(フジテレビムービー 集英社創業95周年記念作品 2020年 平川雄一朗監督)

### ドラマ
- 宇宙戦隊キュウレンジャー（tv asahi、東映、東映エージェンシー 2017年）
- 人は見た目が100パーセント（フジテレビ 2017年）
- 24 JAPAN(tv asahi、トータルメディアコミュニケーション 2020年)

## 関連リンク
特機会社
- GRIFFITH
- イーフファクトリー
- スクリュー
- アズボンド
- サークル